# 泉福寺 (埼玉県滑川町)
泉福寺（せんぷくじ）は、埼玉県比企郡滑川町和泉にある真言宗智山派の寺院である。本尊は阿弥陀如来。

## 文化財
重要文化財
- 本尊の木造阿弥陀如来坐像は、国の重要文化財に指定されている。拝観には、町教育委員会の許可が必要。なお、天候等によっては拝観が中止される場合もある。

埼玉県指定有形文化財
- 観音菩薩および勢至菩薩像